# Marie Wandscheer
Maria Willemina Wandscheer (Amsterdam, 19 november 1856 - Ede, 18 september 1936) was een Nederlandse kunstschilder.

## Leven en werk
Marie Wandscheer werd in 1856 in Amsterdam geboren als dochter van Johan Frederik Christiaan Wandscheer en Anna Christina Pilger. Haar vader was directeur van een rederij. Zij bleef zelf ongehuwd.
Zij kreeg schilderles van Valentijn Bing en was tien jaar lang leerlinge van August Allebé aan de Rijksakademie van beeldende kunsten. Van 1892 tot 1895 woonde ze in Nieuwer-Amstel, daarna woonde ze voor de rest van haar leven in Ede. Hier leerde ze de schilder en etser Willem Witsen kennen, van wie ze les kreeg en met wie ze bevriend was. Ook was ze bevriend met Lizzy Ansingh, een van de Amsterdamse Joffers. Wandscheer wordt wel tot deze groep gerekend. Ze schilderde veel bloemen, maar ook figuurstukken (vooral vrouwen), portretten en interieurs. Ook maakte ze pastels en etsen.
De schilderes was lid van onder meer Arti et Amicitiae en Pulchri. Tijdens haar leven zijn verschillende tentoonstellingen met haar werk gehouden, in Amsterdam, Den Haag, Rotterdam en Ede. Marie Wandscheer exposeerde ook bij de Renkumse kunstenaarsvereniging Pictura Veluvensis. In haar laatste woonplaats zijn na haar dood slechts enkele exposities geweest, de laatste keer in het Historisch Museum Ede in 2006 onder de titel Marie Wandscheer weer aan de wand.